# Павле Милић
Павле Милић (Орахово, Титоград, 13. јул 1949) црногорски је предузетник, бивши политичар и добротвор. Један је од оснивача и бивши потпредсједник Народне странке од 1990. до 1992. и посланик у Скупшини Црне Горе од 1990. до 1991. године.
Као дјечак рекреативно се бавио џудоом. Као младић био је менаџер у неколико великих државних предузећа. Један је од главних организатора рушења старе комунистичке олигархије у СР Црној Гори током Антибирократске револуције. Данас је успјешан грађевински предузетник, познат и по хуманитарним акцијама у Црној Гори и другим земљама у окружењу.
Носилац је Ордена Светог Саве, као и бројних других награда и признања.

## Биографија

### Дјетињство
Павле Милић рођен је 13. јула 1949. године у селу Орахово, у Кучима близу тадашњег Титограда, од оца Радомира и мајке Анђелије. Одрастао је у вишечланој породици у којој су му родитељи имали 7 синова и двије ћерке. Због лоших услова живота, као седмогодишњак је са оцем, мајком и браћом пресeлио у тадашњи Титоград (данас Подгорица). У Титограду су пронашли привремени смјештај у војној касарни, гдје је Павлов отац радио послове занатлије за потребе војске. Недуго затим, војска је Милићима као алтернативно рјешење предала мању кућицу у близини касарне, у коју се преселила комплетна Павлова породица. Након пар година, на иницијативу локалних војних структура, општина Титоград Павловом оцу додјељује грађевински плац у подгоричком насељу Коник, гдје након изградње стамбеног објекта Милићи коначно проналазе трајни смјештај.

### Спортска каријера
Након што је Павлов старији брат Момчило почео рекреативно тренирати џудо, као тринаестогодишњак овим стопама наставља најпре и Павле, а затим и његов млађи брат Здравко (звани Дака). Као такмичар провео је 17 година у кимону и излазио на многа борилишта Европе у свим узрасним категоријама. Као кадет и касније јуниор, остварио је запажене резултате на нивоу југословенског џудоа: Златна медаља на Југословенском кадетском првенству у Новом Саду 1968; као и бронзане медаље на Југословенском јуниорском првенству у Скопљу 1969. и Југословенском јуниорском првенству у Сарајеву 1970. године. Након ових резултата, Павле је дуго година био репрезентативац СФР Југославије у џудоу, у различитим узрастима, а нису изостале ни награде са европских такмичења.

### Студије и радна каријера
По завршетку средње школе у Титограду, Милић је школовање наставио на Машинском факултету у Приштини, а студије окончао на факултету истог образовног профила у Скопљу. Након завршетка студија, Милић се запослио у државној фирми КОП добро село „Белаћевац” као један од шефова механизације. Године 1985. Павле се враћа у свој родни град и радни вијек наставља у државној фирми „Радоје Дакић” као управник погона, сектора за машинство и челичне конатрукције.

### Политичка каријера
Након међунационалних тензија на Космету 1986. године, у знак подршке протјераним Србима и Црногорцима из ове покрајине покреће се талас протеста, најпре у Београду и централној Србији, а затим и на Космету, те Војводини и другим југословенским републикама. Протесте су најпре организовали сами протјерани грађани са Космета, али већ половином 1988. иницијативу за протесте преузимају радници великих државних предузећа, незадовољни постојећом бирократијом, управљачком олигархијом, као и због нерјешених неких већих националних питања попут шовинистичких испада приликом отпуштања радника српске народности на Космету, њиховог протјеривања из ове покрајине и уопште тровлашћа унутар Србије са покрајинама.
Слично Србији, током 1988. много мањих митинга је одржано и у Црној Гори. Ипак један већи одржан је у истом дану 20. августа 1988. године и то у скоро свим већим општинама СР Црне Горе: Титоград, Никшић, Цетиње, Колашин, Андријевица итд. Коначно онај највећи био је заказан 8. октобра 1988. године у Титограду. Ипак, до овог митинга није дошло јер је скуп забранило тадашње руководство СР Црне Горе. На демонстранте је послата милиција, која је исте хапсила или физички растјеривала, а у мјесту Жута Греда, на путу Никшић—Титоград, милиција је демолирала аутобусе демонстраната, а са демонстрантима се физички обрачунала.
Тог јутра милиција је у Титограду похапсила све челне људе ових протеста, а као главног кривца свих протеста осумљичен је Павле Милић. И поред ових хапшења, протести су и даље трајали мјесецима, а додатно су усложњени након пуштања Милића на слободу. Милић је 10. јануара 1989. године поново организовао протесте у Титограду, на које је успио да доведе огромну већину радника предузеља „Радоје Дакић”, а протестима су се придружили и студенти Универзитета Вељко Влаховић (око 10.000 демонстраната). Већ следећи дан старо руководство СР Црне Горе је комплетно поднијело оставке, а власт преузима подмладак тадашњег Савеза комуниста Црне Горе (предвођени тројцом Булатовић—Ђукановић—Маровић).
Незадовољан поновним комунистичким насљедницима власти у Црној Гори, Павле Милић са својим тадашњим истомишљеницима (Новак Килибарда, Нада Лазаревић, Божидар Бојовић, др Митар Чворовић, Драган Шоћ и други), 12. маја 1990. оснива нову просрпску оријентисану партију - Народну странку. Милић је изабран за потпредсједника Странке, а на овој функцији ће остати све до његовог разлаза са странком 1992. године. На изборима за Народну скупштину СР Црне Горе 1990. Милић је испред Народне странке изабран за посланика у једногодишњем мандату од 1991—1992. године. Kрајем деведесетих, постао је члан Српске радикалне странке.

### Ратна каријера
Након разлаза са предсједником странке Новаком Килибардом 1992. године, Милић напушта политички рад и своју енергију усмјерава у предузетништву. За пар година постаје сувласник и директор једне од највећих грађевинских фирми у Црној Гори, која се бави изградњом путева, мостова, зграда, индустријски коване браварије и ремонтом мотора.
Током рата у Босни и Херцеговини, Милић хуманитарним радом помаже тамошње Србе. Након увођења санкција Републици Српској од стране СР Југославије, ова сарадња поприма нове димензије.
За вријеме Нато агресије на СР Југославију, Милић се заједно са својих шестеро браће и двије сестре одазива позиву као резервни припадник Војске Југославије. Такође, он цијелу своју механизацију, те пословне објекте ставља на располагање војске. Као припадник јединице у ваздухопловној бази на аеродрому Голубовци, Милић ће провести три мјесеца. За то вријеме, он и радници из његове фирме су успјели шлеперима извући сву војну технику из касарне Маслине. Такође, исти су механизацијом његове фирме успјели ископати више од 300 ровова и заклона за артиљерију и тенкове, те успјели направити 25 рампи и пунктова за контролу саобраћаја, као и израдити 300 осовиница за тенковске гусјенице и још много тога.
За ове доприносе Војсци СРЈ Милић је касније вишеструко награђиван.

### Ктиторски и хуманитарни рад
Као друштвено одговорна особа, Милић је посредством своје фирме или лично учествовао у многим ктиторским или хуманитарним акцијама. Неки од ктиторских подухвата су: изградња моста од изузетне важности у Ровцима (општина Беране), обнова Морачког манастира (општина Колашин), изградња цркве у селу Прогоновићи (код Подгорице), изградња цркве у селу Шула (општина Пљевља), као и обнова или грађевинска помоћ у санирационим радовима за још стотињак цркава, манастира и других објеката од друштвеног значаја. Ипак најзначајнији ктиторски рад јесте донација у изградњи темеља за Саборни храм у Подгорици.
Пословни објекти фирме чији је Милић власник, били су често кориштени за прихват избјеглица током ратова у Хрватској и Босни и Херцеговини, након Олује, као и избјеглица са Космета. Данас, ови објекти су привремени дом за хиљаде азиланата из афро-азијских земаља који се крећу према западној Европи.

### Приватни живот
Павле Милић је ожењен Драгицом, рођеном Вујовић са Космета. Вујовићи су стара херцеговачка породица из Билеће настањена на Космету већ деценијама. Отац је троје дјеце Милутина, Милице и Немање, те ђед двоје унучади.
Велики је заљубљеник гусала и члан неколико гусларских друштава.